# Cryptolepis
Cryptolepis es un género perteneciente a la familia de las apocináceas con 67 especies. Es originario del sudeste  de Asia y del África tropical.

## Descripción
Son arbustos o lianas con las hojas  glaucas. La inflorescencia terminal en cimas, al parecer, axilares o extra-axilares, pedunculadas. 

## Especies seleccionadas
- Cryptolepis albicans
- Cryptolepis angolensis
- Cryptolepis apiculata
- Cryptolepis arbuscula[2]